# Will Champion

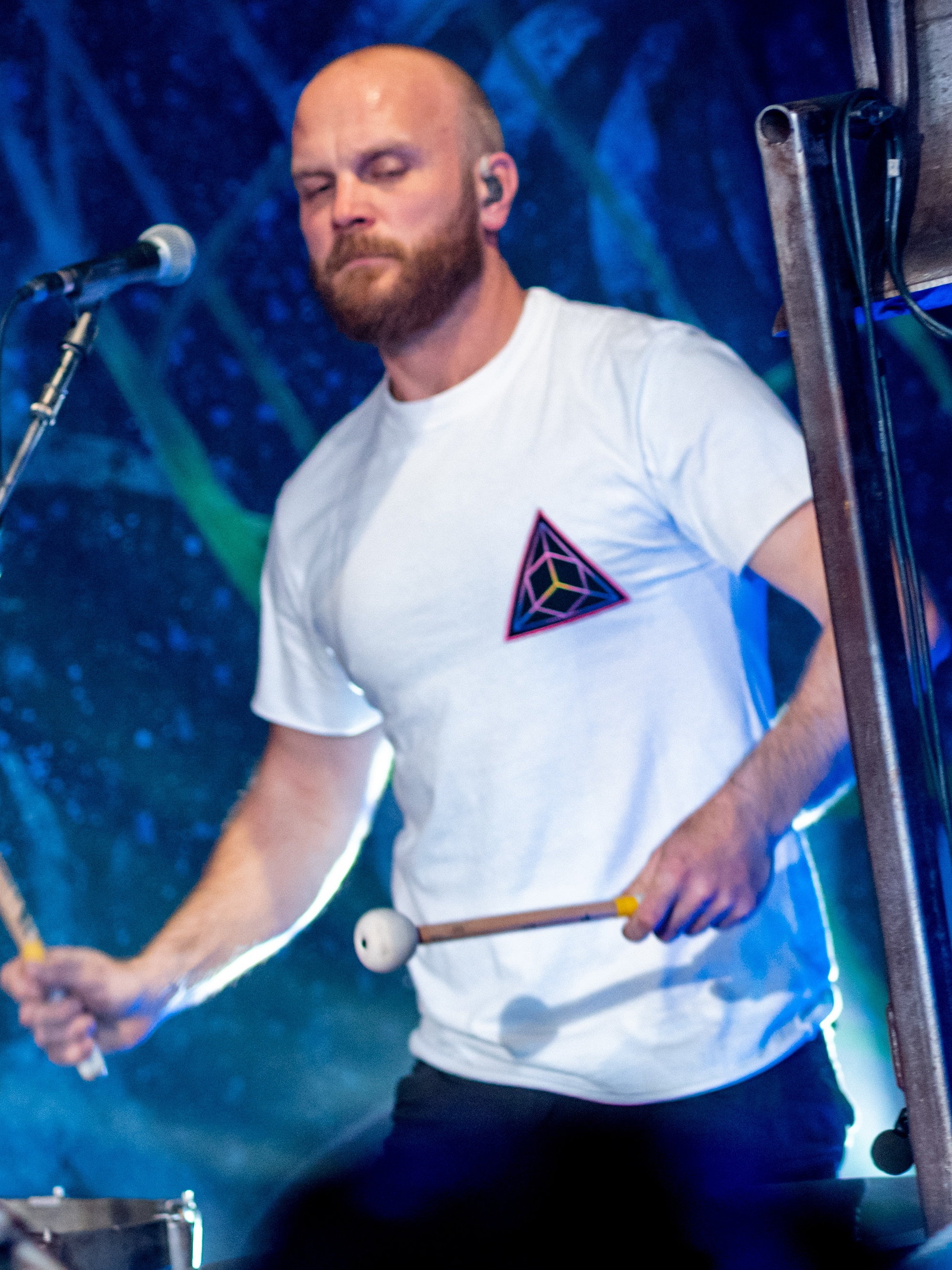
Will Champion während der Tour Viva la Vida 2008

Will Champion (* 31. Juli 1978 als William Champion in Southampton, Grafschaft Hampshire) ist ein britischer Musiker sowie Schlagzeuger der englischen Alternative Rock Band Coldplay. Zusammen mit den anderen Mitgliedern der Band ist er mehrfacher Grammy-Gewinner.

## Leben
Champion wurde in Southampton geboren, wo sein Vater Timothy Champion Professor für Archäologie an der dortigen Universität war. Später besuchte er die Cantell Secondary School in Bassett, Southampton und die Royal Hospital School in Holbrook, Suffolk, bevor er Anthropologie am University College London studierte. An der Universität arbeitete Champion nebenbei als Türsteher für eine Bar. Vor Coldplay spielte er in der britischen Independent-Band Fat Hamster Gitarre. Außerdem beherrscht er den Bass und das Piano. 2003 heiratete er Marianne Dark. Champion ist Vater von drei Kindern. Ava, seine erste Tochter ist am 14. April 2006 geboren. Zwei Jahre später, am 7. Mai 2008, kamen seine zweite Tochter Juno und sein erster Sohn Rex als Zwillinge zur Welt.
1996 gründete er mit Chris Martin, Jonny Buckland und Guy Berryman die Erfolgsband Coldplay.

## Wissenswertes
Das Coldplay-Album Parachutes ist Wills Mutter Sara, die den Kampf gegen den Krebs kurz vor dem Debüt des Albums im Jahr 2000 verloren hat, gewidmet.
Champion, der sonst der Schlagzeuger von Coldplay ist, sang während der Viva la Vida-Tour das Lied Death Will Never Conquer, dessen Version sich auf dem 2009 veröffentlichten Livealbum LeftRightLeftRightLeft befindet. Auch für das neue, 2011 publizierte Album Mylo Xyloto, steuerte er Hintergrundgesänge bei.
Will Champion hatte außerdem einen kurzen Gastauftritt in der Fernsehserie Game of Thrones. Bei der „Red Wedding“ (Folge 3x09) sah man ihn als einen der Musiker, die das Lied „The Rains of Castamere“ anstimmten.